# スマイルモンキー
スマイルモンキー（Smile Monkey）とは、東京都目黒区にある芸能事務所である。主に子役、モデル、の育成、マネジメントをしている。

## 主な所属タレント
2018年6月9日閲覧時点
男性
- 阿久津慶人
- 浅川琉生
- 有坂英縁
- 飯田しゅん
- 石井凛太朗
- 梅垣然太
- 岸田瑛音
- 小林郁大
- 佐藤優太郎
- 鈴木かつき
- 志水透哉
- 高木龍之介
- 高須敦斗
- 高平凛人
- 築地まさたか
- 土田諒
- 中野遥斗
- 中村羽叶
- 森優理斗
- 湯田幸希
- 亮汰

女性
- 新井琉月
- 上杉美風
- 遠藤愛
- 鍵和田花
- 川上凛子
- 川北のん
- 川北れん
- 川瀬翠子
- 倉田瑛茉
- 小松ハンナ
- 諏訪結衣
- 高丸えみり
- 村田みゆ

## 過去の所属タレント
- 上妻成吾
- 綾野堯
- 有永雅久
- 新井美羽
- 石井心咲
- 伊藤鈴之助
- 今井紗来
- 今井暖大
- 岩崎楓士
- 上田瑠星
- 内山そうた
- 大沼柚希
- 岡田衣桜
- 川口翔子
- 川村瑠泉
- 岸田海音
- 巨勢竜也
- 後藤りゅうと
- 瀬駒妃→駒妃
- 小松穂葉
- 鈴木唯
- 鈴木咲
- 豊嶋花
- 湯田佳澄
- 春名柊夜
- 藤島隆太郎
- 関沢美紘→関沢みひろ
- 井上克尚[2]→倉木凌[3]
- 立澤真明[4]
- 北原ひとみ[5]
- 花澤香菜[6]
- 脇沢佳奈[7]
- 落合扶樹[8]（→落合モトキ）
- 渡辺ゆい[9]
- 綾野幹[10]
- 渡辺海渡[11]
- 伊東誠[12]
- 森部万友佳[13]
- 岡本紗里[14]
- 桐原真奈[15]
- 伊東舞[16]
- 海老名航一[17]
- 根岸紗里[18]
- 大窪汐里[19]
- 大窪凪沙[20]
- 星奈々[21]
- 櫻木麻衣羅[22]
- 影山樹生弥[23]
- 上田ナナ[24]
- 松尾薫[25]
- 村山栞妃[26]→村山れんり[27]
- 米本来輝[28]
- 郷田由芽[29]
- 湊谷愛優[30]
- 湊谷真優[31]
- 松原菜野花[32]
- 神朱音[33]
- 深澤嵐[34]
- 南川ある[35]
- 市川苑実[36]
- 矢野太一[37]
- 小川八起[38]
- 村山彩希[39]→村山ゆいり[40]（→村山彩希）（現・AKB48）
- 桑代貴明[41]
- 江原省吾[42]
- 巨勢晴香[43]
- 山口しおり[44]
- 清水爽香[45]
- 中村絵梨香[46]
- 市川歩弥[47]
- 星ひなの[48]
- 沙彩[49]
- 佐藤涼平[50]
- 新志穂[51]
- 浅石陸希[52]
- 本間友紀乃[53]
- 仲條友彪[54]
- 根岸結衣[55]
- 松永陸[56]
- 郷田芽瑠[57]
- 芳之内優花[58]
- 山之井歩[59]
- 甲地夏波[60]
- 吉田愛里[61]
- 海宝真珠[62]
- 松田亜美[63]
- 佐藤佳奈子[64]
- 小林正宗[65]
- 春名風花[66]
- 浅水咲良[67]
- 松田七星[68]
- 森木陽南[69]
- 岡花音[70]
- 鯨井友羽[71]
- 山下哲平[72]
- 池戸優音[73]
- 小西風優[74]（→風優）
- 石黒未奈[75]
- 志田弦音[76]
- 浅水楓[77]
- 毛利恋子[78]
- 畠山紬[79]
- 鈴木太陽[80]
- 小西舞優[81]（→舞優）
- 白鳥玉季
- ギラルド沙羅（→皐紗）